# نبرد فوله
نبرد فوله (به لاتین: Battle of Al-Fule)، نبردی است در سال ۱۱۸۳ بین گی لوزینیان و صلاح‌الدین ایوبی که در آخر بی‌نتیجه ماند.